# قتاد شصي الثمار
القَتَاد شصي الثمار (باللاتينية: Astragalus ancistrocarpus) نوع نباتي عشبي من جنس القتاد.

## البيئة والانتشار
موطنه بلاد الشام وتركيا.

## مرادفات للاسم العلمي
- (باللاتينية: Astragalus nitidulus Hand.-Mazz.)